# Заруба Ірина Костянтинівна
Ірина Костянтинівна Зару́ба (нар. 24 грудня 1955, Київ) — українська художниця; член Національної спілки художників України з 2002 року. Дочка художників Костянтина та Наталії Заруб.

## Біографія
Народилася 24 грудня 1955 року в місті Києві. 1980 року закінчила Київський художній інститут, де її викладачами були зокрема Василь Чебаник, Андрій Чебикін, Микола Попов.
Живе у Києві, в будинку на Михайлівському провулку, № 4, квартира № 13.

## Творчість
Працює у галузі книжкової і станкової графіки, живопису у жанрі натюрморту, портрета. Серед робіт:
графіка
- «Як гусак говорив» (1992);
- «Осінні квіти» (2001);
- «Великий равлик» (2002);
- «Вітер зі сходу» (2002);
- «Флора» (2003);
- «Тунель» (2004);
- «Машкара» (2004);
- «Метаморфози» (2004);
- серія «Ляльки» (2008);

ілюстрації до книг
- «Клаповушко і Ко» Вадима Бойка (Київ, 2006);
- «Бляшаний півник» Віри Артамонової (Київ, 2008);

живопис
- «Salut, SAN-A!» (2005);
- серія «Циркові» (2005);
- «Гемоглобін» (2009);
- «Троянда Х'юґо» (2010).